# Georg Beck (Maschinenbauingenieur)

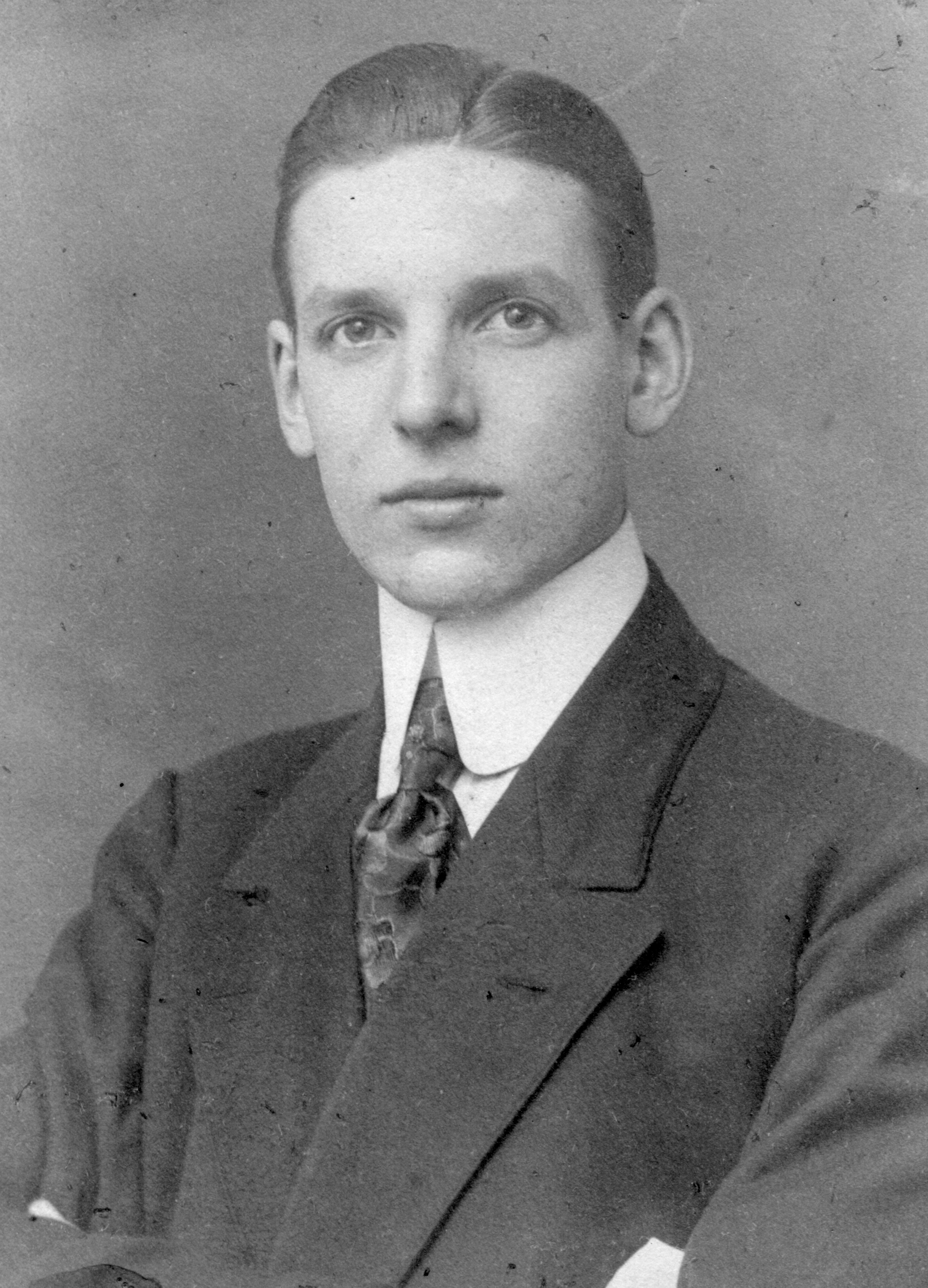
Georg Beck

Georg Beck (* 28. Januar 1901 in Westgaste (Norden, Ostfriesland); † 4. November 1943 in Zeuthen) war Professor für Kraftfahrwesen und Leichtmotorenkunde an der Technischen Hochschule Dresden.

## Leben
Beck studierte Maschinenbau an den Technischen Hochschulen Darmstadt und Hannover und wurde 1919 Mitglied der Darmstädter Burschenschaft Frisia. Vom 26. Mai bis zum 23. Juli 1921 schloss er sich dem Freikorps Oberland an, um die Aufstände in Oberschlesien bei St. Annaberg in Kalinów zu bekämpfen. Von 1919 bis 1925 war er Mitglied im Jungdeutschen Orden. Er erhielt 1929 sein Diplom als Maschinenbauingenieur und promovierte 1935.
Beck trat zum 1. August 1931 der NSDAP bei (Mitgliedsnummer 595.845). Von 1933 bis 1936 leitete er die Versuchsstelle des Heereswaffenamtes für Kraftfahrzeuge in Kummersdorf. Ab dem 1. Oktober 1936 lehrte er als ordentlicher Professor für Kraftfahrwesen und Leichtmotorenkunde an der Technischen Hochschule Dresden. Dort agierte er von 1937 bis 1941 als Dozentenbundführer, wurde 1937 Prorektor der TH Dresden und war ab 1939 sächsischer Gaudozentenbundführer. In den Jahren 1940/1941 übernahm er die Führung der Dresdner Arbeitsgemeinschaft Vorhaben Peenemünde. Seine Forschungen an dem Einspritzsystem an dem Aggregat 4 lieferten dem Heereswaffenamt neue Erkenntnisse. Ab 1941 war er Leiter des Vierjahresplaninstitutes für Kraftfahrwesen an der TU Berlin-Charlottenburg. Gestorben ist er am 4. November 1943 bei einem Autounfall in der Nähe von Zeuthen.

## Auszeichnungen
- Schlesischer Adler-Orden II. Stufe[6]

## Werke
- Zur Umsetzung in technischen Flamme. Dissertation, VDI-Verlag, Berlin 1935[7]